# و یکی زیبا بود
و یکی زیبا بود (انگلیسی: And One Was Beautiful) فیلمی در ژانر رمانتیک است که در سال ۱۹۴۰ منتشر شد. از بازیگران آن می‌توان به رابرت کامینگز و جین مویر اشاره کرد.